# Ronde van het Groene Hart
La Ronde van het Groene Hart era una cursa ciclista d'un dia neerlandesa que es disputa a la regió de Groene Hart. Creada el 2007, la cursa formà part de l'UCI Europa Tour, amb una categoria 1.1., fins a la seva desaparició el 2010.

## Palmarès
| Any  | Vencedor        | Segon           | Tercer            |
| ---- | --------------- | --------------- | ----------------- |
| 2007 | Wouter Weylandt | Graeme Brown    | Greg Van Avermaet |
| 2008 | Tomas Vaitkus   | Wouter Weylandt | Bobbie Traksel    |
| 2009 | Geert Omloop    | Graeme Brown    | Aart Vierhouten   |
| 2010 | Jens Mouris     | Nico Eeckhout   | Sep Vanmarcke     |